# 橋廻り同心・平七郎控
「橋廻り同心・平七郎控」（はしまわりどうしんへいしちろうひかえ）は、祥伝社文庫より刊行されている藤原緋沙子による時代小説シリーズ。
北町奉行所の橋廻り同心にして、奉行に「歩く目安箱」としての密命を受けた立花平七郎が、橋にまつわる様々な事件を、剣と人情で解決していく。

## 時代背景
北町奉行に榊原忠之が就任していた文政2年（1819年）から天保7年（1836年）の時期。時の将軍は徳川家斉。
第1巻第4話では、千葉周作が道場「玄武館」を開設したのが「先年」と言われている。玄武館開設は文政5年（1822年）秋のことであるから、少なくともそれから1、2年はたっているはずである。第4巻第1話の時点で、榊原は少なくとも数年は奉行を務めてきたと見られる記述がある。同じく第4巻第1話に、「つい先日」浦賀にイギリス船が現れて通商を求めたとある。榊原の町奉行在任中にイギリス船が浦賀に現れたのは、1822年4月（初夏）である。しかし、それだと玄武館開設時期の条件に矛盾する。
もっとも、各話は時系列に並んでいるわけではないので（後述）、本作品の記述から年を確定するのは難しい。

## 橋廻り
正式には定橋掛（じょうばしがかり）。町奉行所の中で、江戸に125ある橋やその下を流れる川を管理する部門。南北奉行所で、それぞれ与力1騎、同心2名が担当している。
縦横に水路が張り巡らされ、多くの橋が存在した江戸では、橋廻りは重要な仕事のはずだが、本作品中では奉行所内で閑職と認識されており、年老いたり問題を抱えたりしてお役御免寸前の与力・同心が就く部門である。十手でなく木槌（長さ8寸、頭部の直径1寸の樫の槌）を手にして橋桁や欄干などを叩いて回る姿が、定町廻りなど捜査部門の同心たちには馬鹿にされがちである。

## 登場人物

### 主人公
立花平七郎（たちばなへいしろう）
北町奉行所所属の橋廻り同心。第1巻時点で28歳。
第1巻の3年前までは、「黒鷹」と呼ばれた敏腕の定町廻り同心だったが、おこうの父親が殺された事件の責任を一方的に負わされて、橋廻りに左遷された。その理由については、総兵衛殺人事件の項目参照。
北町奉行榊原忠之から密命を受け、普通なら奉行の耳に入らない市井の出来事を知らせる「歩く目安箱」に任じられた。
榊原奉行の密命以外にも、持ち前の正義感と人情で、橋廻りの職掌を越えて探索に乗り出し、多くの事件を解決している。
北辰一刀流千葉道場で師範代を務めた腕の剣客。

### 北町奉行所
平塚秀太（ひらつかしゅうた）
北町奉行所のもう一人の橋廻り同心。第1巻時点で23歳。
元は深川の材木商「相模屋」の三男坊で、捕り物にあこがれて、親に同心株を買ってもらって侍になった。そのため「一生橋廻りの仕事をするつもりはない。いつか定町廻りになる」が口癖。真面目すぎて融通が利かないのと、やたら役人風を吹かせたがるのが玉に瑕だが、きっちりと記録を取り、報告書もていねいに仕上げるため、平七郎も助かっている。
最初は、橋廻りの業務に対していい加減に見える平七郎のことを白眼視していたが、探索の腕前を見せられたとたん、一目置くようになった。以来、平七郎のことは「平さん」と呼ぶ。
平七郎の口利きで上村道場に入門したが、剣術の腕はなかなか上達せず、念願の捕り物になっても、刃物を持った相手にはまだまだ分が悪い。
大村虎之助（おおむらとらのすけ）
平七郎と秀太の上司である与力。
歳は60を越えており、3度目にもらった妻がようやく嫡男貫太郎を産んだが、まだ10歳の年少のため、老骨に鞭打って出仕を続けている。もっとも、5日に1回の割合で平七郎たちから業務報告を受けるが、それ以外の日は本を読んだり居眠りしたり鼻毛を抜いたりして過ごしているらしい。
滅多に険しい顔をすることがないが、平七郎と秀太が橋廻りの職責を超えて捕り物に手を出し、定町廻りあたりから苦情を受けると、一応釘を刺す発言をする。「橋廻りは、見ざる、言わざる、聞かざる」が口癖。
しかし、内心では二人の弱者のための職掌逸脱を応援している向きがある。また、汐留橋袂で煮売り屋を営むおぬいが絡んだ事件では、人が変わったように真犯人逮捕に意欲を示し、捕り物の現場で武術の腕前も披露した。
一色弥太郎（いっしきやたろう）
吟味方与力筆頭格。かつては定町廻り時代の平七郎の上司だった。総兵衛殺人事件の責任を平七郎一人に押しつけ、自分は盗賊捕縛の手柄を独り占めして今の地位に昇った。
現在の平七郎は、そのことをちくりちくりと責めながら、一色に探索のための便宜を図らせている。ただ、その結果として悪人たちの存在が明らかになれば、実際に捕縛を指揮する一色も思わぬ手柄にありつくことになる。そのため、最初のうちは平七郎を煙たく思っていたが、だんだんと一色の方から難しい事件の探索を依頼してくるようになった。
執務室の火鉢に火が入ると、餅やらスルメやら、何か焼いたり煎ったりして食べたくなる性分。
婿養子として一色家に入ったためか、妻の千恵（ちえ）にはすっかり尻に敷かれている。10歳くらいの息子友之助（とものすけ）には好かれている。
亀井市之新（かめいいちのしん）、工藤豊次郎（くどうとよじろう）
定町廻り同心。親の七光りで定町廻りに就いた者たちで、あまり大きな手柄になりそうにない事件については真面目に捜査しようとせず、威張ってばかりで詰めが甘いため、世間の評判は良くない。一色も二人に対しては手厳しい。
橋廻りに左遷された平七郎や新米の秀太のことを、何かにつけて馬鹿にする。ただ、10巻でさすがに定町廻りを外されそうになり、平七郎の助けで手柄を立てて首がつながると、それ以来かなり低姿勢になった。ただし、仕事ぶりは相変わらず。
榊原主計頭忠之（さかきばらかずえのかみただゆき）
北町奉行。 平七郎の探索の腕を見込んで、「歩く目安箱」に任じ、弱い者たちのために励むよう密命を下した。平七郎左遷の裏事情についても了解している。
実在の人物であり、史実でも剛直で私曲のない人物像をうかがわせるエピソードが残されている。また、鼠小僧次郎吉の裁判を担当した。里見浩太朗主演のテレビ時代劇「八百八町夢日記」のモデル。詳しくは榊原忠之の項目を参照。
内藤孫十郎（ないとうまごじゅうろう）
榊原奉行の内与力。榊原奉行が平七郎を呼び出すときは、内藤の名で使いが来る。
八田力蔵（はったりきぞう）
隠密廻り同心。
融通が利かないと言われるほど、廉潔で無欲の人であるが、弥市というならず者と癒着しているとの噂が立ち、榊原奉行が平七郎に真相究明を命じた。
八田の妻の美野（みの）の兄が起こした事件のために、兄が弥市に脅迫されており、美野も八田に迷惑がかからないようにと、自ら家を出て兄の元に戻った。それが元で、娘の登美（とみ）がぐれてしまう。美野の兄が自殺した後は、弥市は八田を脅迫し、罪を犯しても重罰を受けないように口利きさせた。それで、八田は弥市との癒着を疑われるようになり、ついに謹慎を申しつけられる。
しかし、平七郎の活躍で事件は解決し、美野も八田と再び一緒になり、登美も立ち直って、仲良く暮らしている。
美野は、元は深川の売れっ子遊女だったのを八田が身請けして妻とした。その過去を弥市に知られたのが、この事件のきっかけだったのだが、八田自身は別段隠し立てをするでもなく、堂々と夫として妻を守っている。その誇り高い態度のせいか、妻の過去が問題になって左遷されるというような処分は行なわれなかった。
八田は平七郎のことを以前から高く評価していたが、平七郎の方は役目違いもあって、評判を聞く程度であった。しかし、この事件の後、二人は親しみを感じる間柄となり、時々互いに捜査協力をしている。
妻八（つまはち）
八田が手札を渡している岡っ引。
鮫島（さめじま）
年番方与力。定町廻りにとって足手まといの亀井と工藤の扱いに困り果て、橋廻りに押しつけようとして、大村に拒否されてしまった。

### 一文字屋
おこう
読売屋（瓦版屋）「一文字屋」の女主人。本作のヒロイン。年齢は不詳だが20歳は超えていると思われる。
子どもの頃から父に連れられて立花家に出入りしていた。今では美しく成長し、平七郎のことをに慕っている。平七郎もその想いに気づき（母の里絵に指摘されたからだが）、強く意識するようになるが、なかなか関係が進展していかなかった。10巻で互いの愛情を確認し合ったが、身分の差、一文字屋を継続するかどうかの問題が絡んで、未だ結婚に踏み切れないでいる。
辰吉（たつきち）
一文字屋の使用人。平七郎が、橋廻りの職責を超えて事件の探索に乗り出すときには、手下のように手伝いをしてくれる。平七郎が定町廻りに戻った暁には、手札を貰って本物の手下にしてもらいたいと願っている。
総兵衛（そうべえ）
一文字屋の前主人で、おこうの亡父。
盗賊の隠れ家を突き止めて北町奉行所に知らせたが、捕り方の駆けつけるのが遅れて、盗賊に殺されてしまった。詳しくは、総兵衛殺人事件の項目参照。
辰五郎（たつごろう）
辰吉の父。総兵衛時代に一文字屋で働いていた。平七郎の父とも知り合いで、彼が亡くなったのを潮に引退した。
お増（おます）
一文字屋の通いの賄い婦。
浅吉（あさきち）
瓦版の摺りを担当している使用人。
吉松（よしまつ）、玉七（たましち）、万助（まんすけ）、豆吉（まめきち）
一文字屋が繁盛して辰吉一人では手が足りなくなったため、新しく雇った使用人。万助と豆吉はまだ見習いである。

### 立花家
立花里絵（たちばなさとえ）
平七郎の継母。40代半ばだが、出入りの商人や榊原奉行などには若々しくて美しいと評されている。
平七郎の父との間に子が生まれなかったため、夫が亡くなった時に実家に帰ってはどうかという話が持ち上がったが、自分は平七郎（当時15歳）の母であると宣言して、そのまま立花家にとどまった。
平七郎が橋廻りに左遷された後は、早く定町廻りに戻れるようにと、いつも尻を叩く。その際は、平七郎の出仕前に仏壇の前で亡夫に向かって愚痴を言いながら、というのが大体のパターンである。一度は、榊原奉行の所に直接あいさつに出向き、後でそれを知った平七郎に冷や汗をかかせた。
平七郎がまったく嫁取りに興味を示さないことにも気が揉め、これまたあれこれとうるさく言ってくる。おこうの平七郎への思慕には早くから気づいており、まったく気づいていなかった平七郎にそれを指摘し、朴念仁呼ばわりした。もし、平七郎がおこうを好いているのなら、嫁として迎えても良いと考えている（ただし、一文字屋を手放して武家の嫁に専念することが条件）。
口うるさいが、平七郎のことをいつも気にかけており、平七郎は深く感謝している。
役宅で茶道を教え始めた。
平七郎の父
平七郎が15歳の時に死去した。生前は定町廻りの筆頭同心で、「大鷹」とあだ名されるほどの凄腕だった。定町廻り時代の平七郎が「黒鷹」と呼ばれたのはそのため。
又平（またへい）
立花家に仕える下男。70歳近い老僕だが、台所一切を取り仕切っている。奉公人は他にもいたが、平七郎が橋廻りになったときに、又平以外暇を出された。

### 水茶屋おふく
おふく
永代橋の西詰めにある水茶屋「おふく」の女将。年齢不詳だが、艶も色もあり、おふく目当てにやってくる男客も多い。
定町廻り時代に公私でよく「おふく」を利用していた平七郎は、橋廻りとなって、ここを永代橋の管理監督の店とした。そのため、今もよく訪れる。
源治（げんじ）
「おふく」のお抱え船頭。50歳を過ぎているが、猪牙舟の船頭としては江戸随一の腕を持つ。平七郎が定町廻り時代は、よく「おふく」を拠点とし、源治の操る舟を使って捕り物を行なった。平七郎が橋廻りになってからは、引退して川越に引っ込んでいたが、3年たってまた平七郎の役に立ちたいと、現役復帰した。

### 上村道場
上村左馬助（かみむらさまのすけ）
平七郎とは剣術の同門で、北辰一刀流千葉道場の三羽烏と呼ばれた。第1巻の1年前に、久松町に稽古場十坪ほどの道場を開いた。町人ばかりのなまくら道場と思われていたが、平七郎が千葉道場に願って武家の弟子数人を回してもらい、秀太も弟子入りして、少しだけ箔が付いた。また、辰吉も入門した。
その後は、時々平七郎の探索を手伝ってくれるようになった。
島岡妙が家出人と知って困った平七郎が、住み込みの賄い婦兼弟子として左馬助に押しつけた。左馬助は次第に妙に好意を抱くようになり、いつの間にか結婚した。
島岡妙（しまおかたえ）/ 上村妙
父島岡甚左衛門を殺し、継母志乃と共に逐電した橋本格之進の仇討ちのために江戸に出てきた娘。上村左馬助の道場に住み込んで、賄いをしながら剣術の稽古をしていた。仇討ち後に父殺害の真実を知って藩に戻ることを躊躇していたところ、左馬助の厚意でそのまま道場に残ることとなった。
後に左馬助と結ばれ、美里（みさと）という名の女児を産んだ。
おとよ
上村道場の飯炊き女。老齢で、あちこちが痛いと訴えて仕事をさぼりがちである。妙が仇討ちのために江戸に出てきたことを、本人から聞き出した。

### 相模屋
清左衛門（せいざえもん）
深川の材木問屋「相模屋」の主であり、秀太の父。その縁で、相模屋は橋の修理が必要な時に材木を調達し、修理も受け持つ。災害や火事の後などに材木の値が高騰しても、通常の値で取引してくれるため、平七郎たちはとても助かっている。
おきの
清左衛門の妻で、秀太の母。50代半ばの年頃。
喜平（きへい）
相模屋の番頭。
勘八（かんぱち）
相模屋抱えの大工の棟梁。

### その他
珍念（ちんねん）
弾正橋の東側、南町代地にあった小さな寺の小僧。その寺は、住職が死んで廃寺になったが、3歳の頃にこの寺の門前に捨てられていた珍念は、いつか母が迎えに来ることを願って、廃寺にとどまって托鉢をしながら糊口をしのいでいる。第2巻第1話のとき10歳で、第8巻第1話の時が12歳。
八田力蔵と一時離縁していた美野が、托鉢に来る珍念をかわいがっていた。そこで、美野が八田家に戻ることになったとき、共に来るように誘われたが、珍念は廃寺にとどまることを選択した。
後に廃寺が取り壊しとなり、下谷の竜安寺に引き取られ、本格的に仏道修行を始めることになった。
万作（まんさく）
平七郎も、その父も手札を渡していた岡っ引。平七郎が橋廻りになった時に引退し、翌年亡くなった。
お幸（おさち）
おふくの妹。第6巻第3話の時、26、7歳。浅草阿部川町の仏具屋「日野屋」の息子に惚れられ、平七郎の父が口をきいて嫁入りしたが、夫が外に女を作ったり暴力をふるったりしたため、21、2歳の時に婚家から逃げ帰ってきた。以前、組紐屋「光彩堂」で修行していたため、離婚後は一本立ちして、友人のお君（おきみ）と組紐作りをやっている。最近では「おふく」でも、その組紐を使った小袋を売っている。
実はおふくとは血のつながりはなく、文化4年（1807年）8月に永代橋が崩落する事故があったときに、裕福な商人であった実の両親を亡くし、おふくの母が引き取った。
恋仲であった与七がある事件に絡んで遠島となったが、お幸はその帰りを待つ決心をしている。
奈津（なつ）
旗本の三女。父親が南北両奉行所の剣術試合に招待されて、平七郎の剣の腕に惚れ込み、榊原奉行を通じて縁談を持ち込んできた。榊原は平七郎との密談の場に奈津を呼んで茶を点てさせて、平七郎との対面を実現。平七郎は身分の差を理由に縁談を断ったが、榊原奉行も母里絵も、さらには奈津本人も諦めていない。
八十吉（やそきち）
芳町の陰間茶屋の住人、すなわちおかま。平七郎たちが親父橋を見回っていると、すり寄ってきてしなを作りながらからかう。第9巻第1話の頃、白粉の立ち売りを始めた。
おまさ
第9巻第1話の1ヶ月ほど前から、秀太の役宅に通い奉公を始めた飯炊き女。それまで来ていた飯炊き女が、腰を痛めて辞める時に自分の代わりに連れてきた遠縁で、間もなく五十歳になろうかという年頃。
桂蘭（けいらん）
薬研堀の女医師。医術の腕は確かで、秀太も命を救われたことがあるが、治療費が非常に高い。白粉がひび割れしそうなほどの厚化粧。
仙太郎（せんたろう）
日本橋通りにある大店で、絵双紙問屋「永禄堂」の跡取り。一度妻を娶ったが、一年もたたぬうちに離縁している。結婚後も一文字屋を続けて良いという好条件で、おこうに縁談を申し込んできた。
縁談とは別に、おこうの父が残した読売の記録を本にしないかと、おこうに持ちかけてきた。
鉄蔵（てつぞう）
平七郎が定町廻り時代に手札を渡していた岡っ引で、平七郎は「てっつぁん」と呼ぶ。40歳前後。今は引退して髪結いをやっているが、神棚には昔使っていた十手の模造品を飾り、時々客に見せびらかしている。1回限り、榊原奉行に依頼された探索を行なう平七郎を手伝った。女房の名はおさだ。

## 総兵衛殺人事件
平七郎が左遷された原因となった事件。
瓦版屋「一文字屋」主人の総兵衛（おこうの父）は、ある盗賊一味の隠れ家を発見して、それを北町奉行所に知らせた。当時、定町廻り同心であった平七郎は、上司である与力一色弥太郎に、すぐに捕り方を向かわせることを上申したが、一色はなぜか待ったをかけた。
捕り方がなかなか来ないため、張り込んでいた総兵衛は、賊が逃げ出すのを止めるために単身立ち向かった。一色の態度に業を煮やした平七郎が単身駆けつけたときには、総兵衛は賊にやられて虫の息であり、やがて息を引き取った。
総兵衛が残した記録によって、賊は全員捕縛されることになるのだが、一色はその手柄を自らのものにし、総兵衛が死んだ責任を平七郎に負わせる報告をした。そのため、一色は吟味方与力の筆頭格に昇進し、平七郎は橋廻りに左遷された。
しかし、平七郎は、一色の報告に異議を申し立てることなく、粛々と左遷の決定に従った。それは、責めをどちらが負うことになっても、総兵衛が生き返るわけではないし、一色の采配など待たずに独自に現場に走っていればよかったという、悔恨と慚愧の念があったためである。

## 作品リスト
1. 恋椿　2004年　ISBN 4-396-33170-3
  1. 桜散る　永代橋：桜の季節、愛しい男を待って橋の袂にたたずむ女。
  2. 迷子札　一石橋：生きる希望を与えてくれた母子のために、命をなげうつ男。
  3. 闇の風　紀伊国橋：島送りになった夫のために春をひさぐ女。
  4. 朝霧　元柳橋：仇と追われながらも、清冽な愛を貫く男と女。
2. 火の華　2004年　ISBN 4-396-33192-4
  1. 菊枕　弾正橋：生き別れになった母への切ない慕情。
  2. 蘆火　千住大橋：都落ちし、再起を誓った男女を襲う悲劇。
  3. 忍び花　和泉橋：殺された許嫁の仇を狙う男と、その男をひたむきに想い続ける娘の純情。
  4. 呼子鳥　稲荷橋：なさぬ仲の父と子の絆を結ぶ呼子鳥。
3. 雪舞い　2004年　ISBN 4-396-33199-1
  1. 道連れ　雲母橋：叶わぬ恋と一度はあきらめた男と再び巡り会った女。
  2. 木守柿　千鳥橋：逢えぬ我が娘の幸せを、陰から見守る男が零す一筋の涙。
  3. 絆　思案橋：橋を挟んでいがみ合う兄弟がつかんだ家族の絆。
  4. 雪鳥　今戸橋：国を追われ、武士を捨てて姿勢で生きる男の矜持。
4. 夕立　2005年　ISBN 4-396-33219-X
  1. 優しい雨　新大橋：逢瀬を重ねた男に裏切られた女を包む涙雨。
  2. 螢舟　赤羽橋：捨て子と知った少女。水面を舞う初螢に母の面影が。
  3. 夢の女　今川橋。愛するがゆえに女の前から姿を消した男の決意。
  4. 泣き虫密使　水車橋：藩危急の密書と共に江戸の土を踏んだ若侍を待ち受けていたものは。
5. 冬萌え　2005年　ISBN 4-396-33257-2
  1. 菊一輪　吾妻橋：主君への忠義のため、惚れた女房を苦界に沈めた男。
  2. 白い朝　弁慶橋：殺害現場に居合わせながら、なぜその子は堅く口を閉ざすのか。
  3. 風が哭く　蓬莱橋：「二年間待って」という約束を胸に、罪を肩代わりしながら懸命に待ち続ける女。
  4. 冬萌え　古川橋：亡き父親の秘密を追い、父の深い愛情を知る娘。
6. 夢の浮き橋　2006年　ISBN 4-396-33257-2
  1. 夫婦螢
  2. 焼き蛤
  3. 夢の浮き橋
7. 蚊遣り火　2007年　ISBN 978-4-396-33380-5
  1. まぼろし
  2. 報復
  3. 白雨の橋
8. 梅灯り　2009年　ISBN 978-4-396-33490-1
  1. 蚊遣り火
  2. 秋茜
  3. ちちろ鳴く
9. 麦湯の女　2009年　ISBN 978-4-396-33518-2
  1. 彩雲
  2. 麦湯の女
  3. 迎え松
10. 残り鷺　2012年　ISBN 978-4-396-33737-7
  1. ご落胤の女
  2. 雪の橋
  3. 残り鷺
11. 風草の道　2013年　ISBN 978-4-396-33878-7
  1. 龍の涙
  2. 風草の道

各話は時系列で並んでいるようで、実はそうではない。時系列を気にしないで書くスタイルは、藤原緋沙子の他の時代小説シリーズにも見られる（たとえば隅田川御用帳）。